# Zonágono

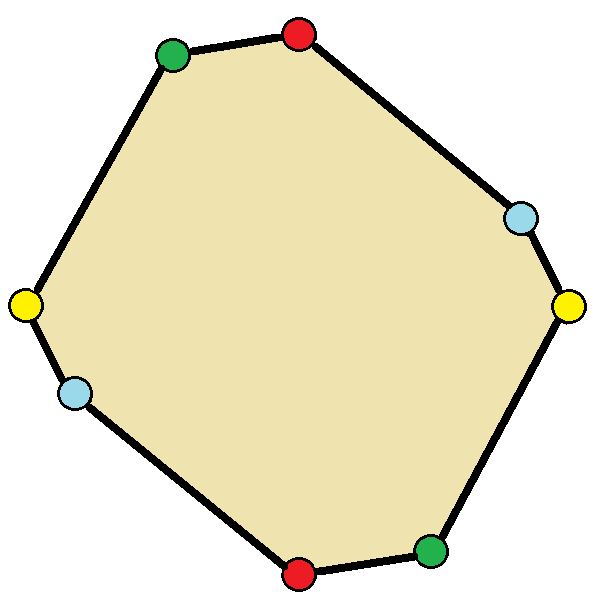
Zonágono octogonal

Teselado irregular con zonágonos hexagonales

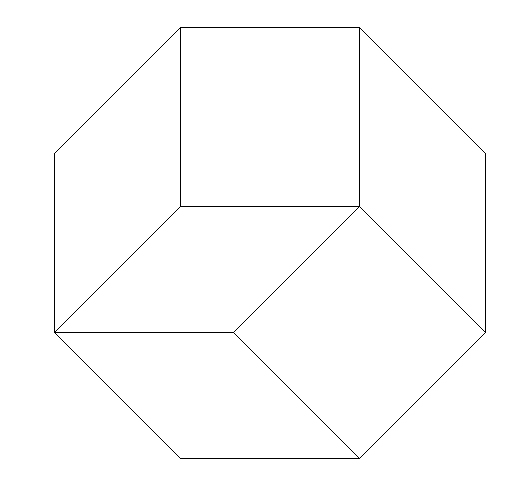
Teselado octogonal mediante cuadrados y rombos

En geometría, un zonágono (del término en inglés zonogon; "polígono zonal") es un polígono convexo con simetría central. De manera equivalente, se trata de un polígono convexo cuyos lados se pueden agrupar en pares paralelos con iguales longitudes y orientaciones opuestas (cuando se recorre el polígono en un sentido determinado).

## Ejemplos
Un polígono regular es un zonágono si y solo si tiene un número par de lados. Por lo tanto, el cuadrado, el hexágono regular y el octógono regular son todos zonógonos.
Los zonógonos de cuatro lados son el cuadrado, el rectángulo, el rombo y los paralelogramos.

## Teselado y equidisección
Los zonágonos de cuatro lados y de seis lados son paralelógonos, capaces de formar mosaicos en el plano mediante copias trasladadas de sí mismos, y todos los paralelógonos convexos poseen esta propiedad.
Cada zonágono con {\displaystyle 2n} lados puede ser teselado por {\displaystyle {\tbinom {n}{2}}} zonágonos de cuatro lados. Para este recubrimiento, se requiere un tipo de zonágono de cuatro lados por cada par de pendientes distintas de los lados del zonágono de {\displaystyle 2n} lados a recubrir. Al menos tres de los vértices del zonágono deben ser vértices de solo una de las teselas de cuatro lados en cualquiera de tales recubrimientos. Por ejemplo, el octógono regular puede ser recubierto por dos cuadrados y por cuatro rombos con ángulos de 45°.
En una generalización del teorema de Monsky,Paul Monsky (1990) demostró que ningún zonágono posee una equidisección con un número impar de triángulos de igual área.

## Otras propiedades
En un zonágono de {\displaystyle n} lados, como máximo {\displaystyle 2n-3} pares de vértices pueden estar a una distancia unidad entre sí. Existen zonágonos con {\displaystyle n} lados {\displaystyle 2n-O({\sqrt {n}})} pares a distancia unidad.

## Formas relacionadas
Los zonágonos son los análogos bidimensionales de los zonaedros tridimensionales y de los zonátopos de mayor dimensión. Como tales, cada zonágono puede ser generado como la suma de Minkowski de una colección de segmentos rectos en el plano. Si no hay dos segmentos paralelos, habrá un par de lados paralelos por cada segmento de línea. Cada cara de un zonahedro es un zonágono, y cada zonágono es la cara de al menos un zonaedro, el prisma sobre ese zonágono. Además, cada sección transversal plana a través del centro de un poliedro centralmente simétrico (como un zonaedro) es un zonágono.